# Mestna hiša, San Gimignano
Palazzo Comunale – Mestna hiša, znana tudi kot Palazzo del Popolo (italijansko za Ljudska palača) San Gimignano, je bila sedež civilne oblasti v občini od 13. stoletja. Stoji ob trgu Piazza del Duomo v bližini kolegijske cerkve Marijinega vnebovzetja. Stavba in kolegijska cerkev sta v središču srednjeveškega mesta in sta del Unescove svetovne dediščine Zgodovinskega središča San Gimignano.
Stavba vsebuje pomembne freske slikarjev Memmo di Filippuccio, Lippo Memmi in drugih, muzej in galerijo z deli florentinske in sienske umetniške šole - vključno s slikami Coppo di Marcovaldo, Lippo Memmi, Benozzo Gozzoli, Filippino Lippi, Il Sodoma in Pinturicchio.

## Zgodovina in arhitektura
Palazzo Comunale je iz poznega 13. stoletja in je bila zgrajena na ruševinah obstoječe stavbe med letoma 1289 in 1298. Nadalje razširjena v 14. stoletju. Za fasado so značilna obokana okna, spodnja polovica pročelja je zgrajena s kamnom, zgornji del pa iz opeke.
V pritličju je dvorišče, ki je bilo zgrajeno leta 1323 in je okrašeno z grbi tistih, ki so opravljali javne funkcije v občini. V tem pritličju so zdaj glavne civilne pisarne mestnega sveta.
V prvem nadstropju je stopničasta galerija, iz katere bi visoki gostje nagovarjali zbrano množico na trgu. Zidovi so bili obnovljeni v 19. stoletju, zgradbo pa dopolnjuje Torre Grossa (veliki stolp). Ta stolp je bil dokončan leta 1300 in je (s 54 metri) najvišji stolp v obzidanem mestu.

## Muzej
V zgornjih nadstropjih palače je Sala del Consiglio in (od leta 1852) civilni muzej in galerija.

### Dvorana
Sala del Consiglio je velika sprejemna dvorana, ki je bila uporabljena kot dvorana sveta. Splošno znana je kot Sala di Dante in je poimenovana po znanem pesniku Danteju Alighieriju, ki je leta 1300 obiskal San Gimignano kot veleposlanik Florentinske republike.
Prostor krasi Maestà, delo Lippo Memmija. Leta 1317 jo je naročil Nello de Mino Tolomei (takrat podeštat San Gimignana), fresko pa naj bi navdihnila Maestà  Simone Martinija iz Palazzo Pubblico v Sieni. Na freski je prikazana Marija, ki sedi na prestolu, obkrožena s svetniki in angeli (vključno z zavetnikom Nello de Mino Tolomeijem).
Tik ob veliki dvorani je sejna soba, ki je bila prvotno namenjena zasebnim sestankom.

### Galerija
Sama galerija je v drugem nadstropju in vsebuje dela umetnikov: Coppo di Marcovaldo, Lippo Memmi, Benozzo Gozzoli, Filippino Lippi, Il Sodoma, Pinturicchio, Azzo di Masetto, Niccolò di Ser Sozzo, Taddeo di Bartolo, Lorenzo di Niccolò, tako imenovani mojster leta 1419 in kipar Benedetto da Maiano.
Prva soba se imenuje Sv. Trojica zaradi slike Pierra Francesca Fiorentina na to temo (1497). V njej sta tudi Marija z otrokom s svetniki Leonarda da Pistoia in Pietà Bastiana Mainardija.
V drugih sobah je Maesta iz konca 13. stoletja, oltarni okraski Memma di Filippuccia, Marija in otrok Vincenza Tamagnija (1528), več gotskih oltarnih slik (vključno z eno, ki prikazuje prizore iz življenja svetega Gimignana), Marija s svetnikoma Gregorjem in Benediktom Pinturicchia ter dva srednjeveška križa florentinske šole.
Apartmaji Podestà (Camera del Podestà) so poslikani z zakonskimi prizori, ko se par kopa in gre v posteljo. (Nenavadno delo Memma di Filippuccia iz začetka 14. stoletja.)